# Lukáš Zíb
Lukáš Zíb (* 24. února 1977 České Budějovice) je bývalý český profesionální hokejista, který nastupoval na pozici obránce.
Je vysoký 184 centimetrů, váží 90 kilogramů.
Lukáš Zíb zahájil svou extraligovou kariéru v roce 1994 v týmu HC České Budějovice.
V roce 2001 přestoupil do HC Hamé Zlín, následovalo postupně angažmá ve finské, německé a ruské lize. Ve svém současném působišti v Českých Budějovicích hraje od sezony 2015/16.
V sezóně 2006–07 pravidelně nastupoval za českou reprezentaci.
- Draft NHL - 1995, Edmonton Oilers 57 místo.

## Hráčská kariéra
- 1994-95 HC České Budějovice
- 1995-96 HC České Budějovice
- 1996-97 HC České Budějovice
- 1997-98 HC České Budějovice
- 1998-99 HC České Budějovice
- 1999-00 HC České Budějovice
- 2000-01 HC České Budějovice, HC ZPS Zlín
- 2001-02 Espoo Blues (Finsko), HC Becherovka Karlovy Vary
- 2002-03 Schwenningen Wild Wings (Německo)
- 2003-04 Torpedo Nižnij Novgorod (Rusko)
- 2004-05 Molot Perm (Rusko)
- 2005-06 Viťaz Čechov (Rusko)
- 2006-07 Bílí Tygři Liberec
- 2007-08 Bílí Tygři Liberec
- 2008-09 Bílí Tygři Liberec, BK Mladá Boleslav
- 2009-10 HC Oceláři Třinec
- 2010-11 HC Oceláři Třinec
- 2011-12 HC Oceláři Třinec
- 2012-13 HC Oceláři Třinec
- 2013-14 HC Oceláři Třinec
- 2014-15 HC Vítkovice Steel
- 2015-16 ČEZ Motor České Budějovice
- 2016–2017 Comarch Cracovia (Polsko)
- 2017–2018 Comarch Cracovia (Polsko)
- 2017–2018 EHC Freiburg (Německo)
- 2018 ukončil hráčskou kariéru